# Kurena Chō
Kurena Chō (長久 玲奈 Chō Kurena?,  Sakai, Prefectura de Fukui, 11 de mayo de 2000) es una idol y cantante japonesa, conocida por ser miembro del grupo femenino AKB48, donde forma parte del Team 8 y Team A.

## Biografía
Chō nació el 11 de mayo de 2000 en la ciudad de Sakai, prefectura de Fukui. Su familia se compone de sus padres y una hermana dos años mayor. Bajo el apoyo de sus padres, Chō audicionó junto a su hermana para unirse al Team 8 del grupo AKB48. Chō fue aceptada y se unió a dicho grupo en marzo de 2014. Desde agosto de 2017, también mantiene una posición recurrente en el Team A.

## Discografía

### Sencillos
- 47 no Suteki na Machi e
- Seifuku no Hane
- Aisatsu kara Hajimeyou
- Ama Nojaku Batta
- Yume e no Route
- Happy End
- Hoshizora wo Kimi ni
- Romantic Junbichu

### Álbumes
- Henachoko Support
- Issho no Aida ni Nannin to Deaerudarou